# ون زياومينغ
ون زياومينغ (بالصينية: 温小明) هو لاعب كرة قدم صيني في مركز الهجوم، ولد في 8 أبريل 1979 في غوانزو في الصين. لعب مع Guangzhou Matsunichi F.C. ‏.